# Alizée Agier
Pour les articles homonymes, voir Agier.
Alizée Agier, née le 7 juillet 1994 à Semur-en-Auxois, est une karatéka française, membre de l'équipe de France.

## Biographie et carrière sportive
Alizée Agier débute le karaté à l'âge de 5 ans au sein du Karaté Club Semurois, suivant les traces de son frère. Son entraineur est alors Jacques Renevier.
Elle se montre rapidement performante dans les compétitions kumite, remportant plusieurs championnats régionaux et inter-régionaux, ce qui participe à sa détection par la Ligue de Bourgogne de Karaté.
Elle intègrera le pôle France jeune de Talence, en région bordelaise, où elle poursuit ses études en classe de 1ère jusqu'à l'obtention de son baccalauréat ES.
Sur le plan sportif, en compétitions juniors, Alizée Agier est entre autres médaillée d'argent en kumite, aux Championnats du Monde 2011.
Dans la catégorie espoirs, elle est championne d'Europe de kumite des +60 kg , vice-championne du monde dans la même catégorie en 2013. 
Arrivée dans la catégorie senior, Alizée Agier va, à 20 ans seulement, remporter le titre de championne du monde senior de kumite en moins de 68 kg en 2014 à Brême. Se distinguant dans de nombreux open, elle remporte notamment l'Open de Paris 2015, y terminera 3e en 2016 et sera à nouveau vainqueur en 2017 dans une édition ayant vu une participation record. Elle est également vainqueur de l'Open d'Autriche 2016 dans le circuit Premier League. Elle remporte coup sur coup, l'Open de Paris 2018 ainsi que l'Open de Dubai 2018 avant de remporter l'open de Tokyo 2018 faisant d'elle la Grand Winner 2018 du circuit Premier League.
Elle intégrera l'équipe féminine dès 2016 et est médaillée de bronze avec celle-ci aux Championnats d'Europe de la même année.
Elle est sacrée championne du monde de kumite par équipe à Linz en Autriche en 2016. Elle est également championne du monde universitaire 2016 (Braga, Portugal).

Alizée Agier remporte sa première médaille européenne individuelle dans la catégorie des seniors kumite -68 kg lors de l'édition 2017 à Kocaeli (Turquie) où elle remporte l'argent. Elle y décroche par la même occasion la médaille de bronze avec l'équipe féminine rééditant la performance de 2016. Sélectionnée en individuelle pour l'édition 2018, elle ne peut s'exprimer étant malade.  
Alizée se reprend dès l'édition 2019 qu'elle remporte, à Guadalajara, en Espagne, s'adjugeant ainsi le seul titre qui lui manquait alors, celui de championne d'Europe.
Sur le plan national, Alizée Agier est sacrée championne de France en 2019 pour la sixième fois consécutive.
Aux Championnats du monde de karaté 2021 à Dubaï, elle est médaillée d'argent de kumite par équipe avec Laura Sivert, Léa Avazeri et Jennifer Zameto ; l'équipe française s'incline en finale contre l'Égypte. Elle décroche également une médaille de bronze en individuel chez les -68kg.
Elle est médaillée de bronze en kumite en moins de 68 kg ainsi qu'en kumite par équipes aux championnats d'Europe 2022 à Gaziantep.
Elle est médaillée de bronze en kumite en moins de 68 kg aux Jeux mondiaux de 2022 à Birmingham.
L'année 2023 débute par sa victoire à l'Open de Paris.
Aux championnats d'Europe 2023 à Guadalajara, elle est médaillée de bronze en kumite par équipes. Elle est ensuite médaillée de bronze en kumite en moins de 68 kg aux Jeux européens de 2023 à Bielsko-Biała.
Elle remporte la médaille de bronze en kumite dans la catégorie des moins de 68 kg lors des Championnats du monde de karaté 2023 à Budapest.
Aux championnats d'Europe 2024 à Zadar, elle est médaillée d'or en kumite des moins de 68 kg et médaillée de bronze par équipes.

## Engagement
Diagnostiquée comme diabétique de type 1 en 2013, Alizée Agier va apprendre à vivre avec sa maladie pour notamment l'intégrer dans son quotidien de sportive de haut niveau.
Une décision administrative lui fermant les portes de la Police Nationale malgré sa réussite au concours d'entrée en raison de sa maladie, Alizée Agier va s'engager aux côtés de la Fédération Française des Diabétiques dans un autre combat, visant à faire évoluer une législation ancienne, discriminante vis-à-vis des personnes diabétiques dans l'accès à l'emploi et qui ne tient pas compte des évolutions dans le traitement de la maladie.
Alizée Agier conteste donc cette décision administrative motivée par une raison médicale inadaptée, devant les juridictions compétentes et avec l'aide de la Fédération Française des Diabétiques.
Le 3 octobre 2018, le Tribunal administratif de Strasbourg a annulé la décision du Préfet qui refusait la candidature d’Alizée Agier à la fonction de gardien de la paix en raison de son inaptitude rendant Alizée Agier, championne du monde de karaté, inapte à l’emploi de gardien de la paix de la Police Nationale : une première victoire pour le cas emblématique qu’Alizée représente.
Alizée Agier continue son engagement auprès de la cause de diabétiques, elle participe notamment :
- à la campagne nationale « Je fais un vœu » organisée par la Fédération Française des Diabétiques de janvier 2017.
- aux Etats généraux du Diabète (de novembre 2017 à novembre 2018) en tant qu'ambassadrice et membres du comité stratégique.
- à la Semaine Olympique et Paralympique 2021 (SOP), en tant que marraine, dont le thème est « Bien vivre avec le diabète ».
- à la convention "CHAM2022" (Convention on Health Analysis and Management).

## Publication
Alizée Agier sort en 2022 son premier livre "Le meilleur est à venir", édité par Dashbook, dans lequel elle revient sur son parcours de sportive de haut niveau, des rebondissements liés à sa carrière et sur les chamboulements provoqués par sa maladie.